# 托尔·尼尔松
托尔·尼尔松（瑞典語：Tor Nilsson，1919年3月20日—1989年4月13日），瑞典男子摔跤运动员。他曾代表瑞典参加1948年夏季奥林匹克运动会摔跤比赛，获得男子古典式重量级银牌。